# Sonata fatale
Sonata fatale è un film muto italiano del 1911 diretto da Oreste Mentasti.